# Heike Grebien
Heike Grebien (* 31. Juli 1987 in Wagna, Steiermark) ist eine österreichische Politikerin der Grünen. Vom 9. Jänner 2020 bis zum 23. Oktober 2024 war sie Abgeordnete zum Nationalrat.

## Leben
Heike Grebien besuchte nach der Volksschule das Bundesgymnasium und Bundesrealgymnasium (BG/BRG) in Leibnitz, wo sie 2005 maturierte. Ab 2007 absolvierte sie das zweijährige Kolleg für Tourismusorganisationen der Tourismusschulen Salzburg in Kleßheim. 2014 begann sie ein Studium der Erziehungs- und Bildungswissenschaft an der Karl-Franzens-Universität Graz, das sie 2017 als Bachelor of Arts abschloss. Danach begann sie an der Universität Graz ein Masterstudium der Interdisziplinären Geschlechterstudien. Von 2012 bis 2014 war sie bei der Weitzer Hotels Betriebsgesmbh, von 2016 bis 2018 bei der alpha nova Betriebsgesellschaft beschäftigt.
Von 2017 bis 2019 engagierte sie sich im Verein für Frauen- und Gleichstellungspolitik in Österreich für das Frauenvolksbegehren 2.0 und fungierte als Sprecherin des Frauenvolksbegehrens für die Steiermark. 2018 war sie im Referat Frauen und Gleichstellung der Stadt Graz tätig, 2019 war sie für das Women’s Action Forum in Graz Projektmanagerin der Kampagne für die Steiermark.
Bei der Nationalratswahl 2019 kandidierte sie für die Grünen auf dem jeweils vierten Listenplatz im Landeswahlkreis Steiermark sowie im Regionalwahlkreis Graz und Umgebung. Am 10. Jänner 2020 wurde sie in der XXVII. Gesetzgebungsperiode als Abgeordnete zum österreichischen Nationalrat angelobt, wo sie Obmannstellvertreterin im Tourismusausschuss und Mitglied im Volksanwaltschaftsausschuss wurde. Sie rückte für Werner Kogler nach, der in die Bundesregierung Kurz II wechselte, und übernahm dessen Mandat im Regionalwahlkreis Graz und Umgebung. Im Grünen Parlamentsklub wurde sie Bereichssprecherin für Menschen mit Behinderung.
Nach der Nationalratswahl 2024 schied sie mit 23. Oktober 2024 aus dem Nationalrat aus.